# Thessalia bolli
Thessalia bolli är en fjärilsart som beskrevs av Edwards 1877. Thessalia bolli ingår i släktet Thessalia och familjen praktfjärilar. Inga underarter finns listade i Catalogue of Life.